# Dryadillo baliensis
Dryadillo baliensis är en kräftdjursart som först beskrevs av Johann Moritz David Herold 1931.  Dryadillo baliensis ingår i släktet Dryadillo och familjen Armadillidae. Inga underarter finns listade i Catalogue of Life.